# Zouhair Yahyaoui

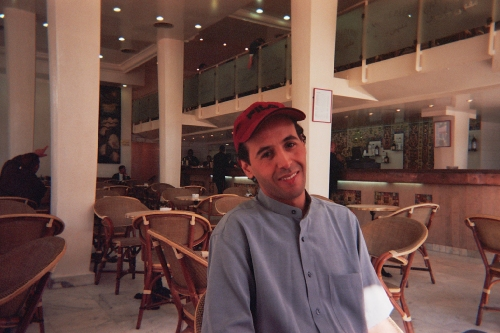
Zouhair Yahyaoui

Zouhair Yahyaoui (arabiska: زهير يهياوي), född 8 december 1967, död 13 mars 2005, var en tunisisk journalist och dissident.
Zouhair Yahyaoui, som använde pseudonymen Ettounsi (arabiska för "tunisiern"), grundade den regimkritiska webbplatsen TUNeZINE i juli 2001 för att offentliggöra nyheter om kampen för demokrati och frihet i landet och publicera oppositionellt material. Där publicerade han bland annat ett öppet brev från sin farbror, domaren Mokhtar Yahyaoui, till president Ben Ali, där det tunisiska rättsväsendets brist på oberoende kritiserades. Yahyaoui greps av den tunisiska polisen i juni 2002 på det datacenter där han arbetade. Under förhören utsattes han för tortyr. Han dömdes 2002 till ett års fängelse för ”spridning av felaktiga nyheter”. Han hölls fängslad under mycket svåra förhållanden och hungerstrejkade två gånger i början av 2003 i protest mot sin fångenskap. Han frigavs villkorligt 2003 och avled av en hjärtattack i mars 2005.